# Ресколешть
Ресколешть, Ресколешті (рум. Răscolești) — село у повіті Мехедінць в Румунії. Входить до складу комуни Ізвору-Бирзій.
Село розташоване на відстані 271 км на захід від Бухареста, 6 км на північ від Дробета-Турну-Северина, 97 км на північний захід від Крайови.

## Населення
За даними перепису населення 2002 року у селі проживала 141 особа, усі — румуни. Усі жителі села рідною мовою назвали румунську.